# 956 до н. е.

## Події
- Початок правління Надава, цара Ізраїльського царства.
- Му-ван став правителем держави Чжоу в Китаї.

### Астрономічні явища
- 21 квітня. Часткове сонячне затемнення.[1]
- 21 травня. Часткове сонячне затемнення.[1]
- 15 жовтня. Часткове сонячне затемнення.[1]